# Rokytovce
Rokytovce est un village de Slovaquie situé dans la région de Prešov.

## Histoire
Première mention écrite du village en 1437.

## Démographie

### Évolution de la population
| Année:               | 1994. | 2004.   | 2014.   | 2024. |
| -------------------- | ----- | ------- | ------- | ----- |
| Nombre de personnes: | 185   | 186     | 200     | 156   |
| Différence:          |       | +0,54 % | +7,52 % | -22 % |

| Année:               | 2023. | 2024.   |
| -------------------- | ----- | ------- |
| Nombre de personnes: | 158   | 156     |
| Différence:          |       | -1,26 % |